# Ward Verrijcken
Ward Verrijcken (Leuven, 16 juli 1973 – aldaar, 31 oktober 2020) was een Belgisch journalist, filmkenner en -recensent.

## Biografie
Verrijcken studeerde aanvankelijk geneeskunde, maar maakte na een half jaar de overgang naar Germaanse talen, eerst aan de Katholieke Universiteit Brussel en vanaf 1994 aan de KU Leuven.
Tijdens zijn studie begon Verrijcken te schrijven voor het filmmagazine TEEK. Na zijn afstuderen in 1996 mocht hij vast aan de slag bij TEEK om er uiteindelijk redactie-coördinator te worden samen met An Meskens. Voor dezelfde uitgeverij schreef Ward Verrijcken ook het boek "Oscar, Hollywoods held?". Na in totaal een jaar of 5 bij TEEK gewerkt te hebben ging Ward Verrijcken naar het Het Laatste Nieuws. Na 9 maanden vertrok hij naar het tijdschrift Bonanza van Woestijnvis.
In 2001 trok hij naar de VRT, waar hij tot 2011 als filmreporter voor het programma De Rode Loper werkte. In 2010 volgde hij Roel Van Bambost op als filmrecensent voor onder meer de VRT. In die hoedanigheid ontmoette Verrijcken tal van grote filmsterren en andere beroemdheden uit binnen- en buitenland zoals Robert De Niro, Meryl Streep, George Clooney, Steven Spielberg, Oprah Winfrey, J.K. Rowling, Justin Timberlake en Madonna.
Ward Verrijcken stapte in 2020 op 47-jarige leeftijd uit het leven.
- International Standard Name Identifier: 0000 0003 8916 293X
- Nederlandse Thesaurus van Auteursnamen: 136054978
- Virtual International Authority File: 282516746